# Kinyongia uthmoelleri
Kinyongia uthmoelleri là một loài thằn lằn trong họ Chamaeleonidae. Loài này được Müller mô tả khoa học đầu tiên năm 1938.